# Butyriboletus regius
Butyriboletus regius (Krombh.) D. Arora & J.L. Frank, 2014 è un fungo edule appartenente alla famiglia delle Boletaceae non molto comune ma abbastanza ricercato nelle zone di crescita.

## Descrizione della specie
Cappello
5–15 cm di diametro, carnoso, sferico, poi espanso.
Cuticolaliscia, glabra, rosso-bruna, rosso-brillante, rosa o porporina, infine anche giallo-oliva.
Pori
Tondi, appressati, di color giallo-oro, poi olivastri.
Tubuli
Quasi liberi al gambo, color giallo-oro, poi olivastri.
Gambo
Fino a 4–5 cm di diametro, cilindrico, slargato alla base; color giallo cromo pallido, raramente rosso-carmicino verso il cappello, immutabile al tocco, ornato all'apice di reticolo a maglie sottili concolore al fondo.
Carne
Soda, dura; colore giallino, sotto la cuticola rossastro; raramente virante al taglio; rosata sul fondo del gambo.
- Odore: poco percettibile, leggermente fruttato
- sapore: gradevole, dolciastro.

Spore
Fusiformi, bruno-oliva in massa, 12,5-17,5 x 3,5-5 µm.

## Habitat
Cresce sotto latifoglie, specialmente faggio, in primavera, estate e autunno.

## Commestibilità
Commestibilità ottima, si presta alle più svariate preparazioni gastronomiche.

## Etimologia
Il nome deriva dal latino regius, regale, per il suo bellissimo colore rossastro del cappello e giallo-oro dei pori e del gambo.

## Specie simili
Confondibile con il Boletus pseudoregius, più slanciato, con la carne che vira più nettamente.